# Мыншань
Мэнша́нь (кит. упр. 蒙山, пиньинь Méngshān) — уезд городского округа Учжоу Гуанси-Чжуанского автономного района (КНР).

## История
Во времена империи Суй в 590 году был создан уезд Суйхуа (隋化县). После смены империи Суй на империю Тан уезд был в 621 году переименован в Лишань (立山县); одновременно с этим была создана Личжоуская область (荔州), власти которой разместились в уезде Лишань. В 622 году Личжоуская область была переименована в Наньгунскую область (南恭州). В состав Наньгунской области входило 5 уездов: Лишань, Чунжэнь (崇仁县), Линчжэн (岭政县), Чуньи (纯义县) и Дунцюй (东区县). В 634 году Наньгунская область была переименована в Мэнчжоускую область (蒙州). В 638 году были расформированы уезды Чунжэнь и Линчжэн. В 808 году из-за практики табу на имена, чтобы избежать употребления иероглифа «чунь», входившего в лично имя взошедшего на престол принца Ли Чуня, уезд Чуньи был переименован в Чжэнъи (正义县).
Во времена империи Сун уезд Чжэнъи был в 976 году переименован в Мэншань. В 1072 году Мэнчжоуская область была упразднена, а уезды Дунцюй и Мэншань были присоединены к уезду Лишань. Во времена империи Мин уезд Лишань был в 1385 году присоединён к уезду Липу.
В 1477 году была образована Юнъаньская область (永安州). После Синьхайской революции в Китае была произведена реформа структуры административного деления, в ходе которой области были упразднены, и поэтому в 1912 году Юнъаньская область была преобразована в уезд Юнъань (永安县). Так как оказалось, что уезды с таким названием уже существуют в трёх других провинциях, в 1914 году уезд Юнъань был переименован в Мэншань.
После вхождения этих мест в состав КНР в конце 1949 года был образован Специальный район Пинлэ (平乐专区) провинции Гуанси, и уезд вошёл в его состав. В 1958 году провинция Гуанси была преобразована в Гуанси-Чжуанский автономный район; Специальный район Пинлэ был при этом расформирован, и уезд перешёл в состав Специального района Учжоу (梧州专区). В 1971 году Специальный район Учжоу был переименован в Округ Учжоу (梧州地区).
Постановлением Госсовета КНР от 27 февраля 1997 года был расформирован округ Учжоу, и уезд перешёл в состав городского округа Учжоу.

## Административное деление
Уезд делится на 6 посёлков, 1 волость и 2 национальные волости.